# 1907 en aéronautique
Chronologie de l'aéronautique
- 1903
- 1904
- 1905
- 1906
- 1907
- 1908
- 1909
- 1910
- 1911

Cet article présente les faits marquants de l'année 1907 en aéronautique.

## Évènements

### Janvier
- 22 janvier : Robert Esnault-Pelterie dépose un brevet portant sur les commandes d'aéroplane : son dispositif comporte un levier unique agissant dans le sens des réflexes du pilote. C'est la naissance du « manche ».

### Mars
- 2 mars : le Roumain Traian Vuia installé en France fait à Paris un bond de 90 mètres sur un appareil de sa fabrication.

- 16 mars : Charles Voisin réalise un vol de 60 mètres sur un appareil « Voisin ». Clément Ader mis à part, c'est le premier vol en avion pour un Français en France.

### Avril
- avril : Wilbur Wright arrive en France à la suite d'un accord avec Lazare Weiller qui finance le voyage et achète le brevet d'exploitation. Il s'installe au Mans aux Hunaudières, puis au camp d'Auvours où il réalise ses premiers vols en France.

- 4 avril : Alberto Santos-Dumont effectue un nouveau vol sur son fameux Santos-Dumont 14-bis. Après un bond de 50 mètres, l'appareil s'écrase et se brise. C'est le dernier vol du célèbre avion.

- 5 avril : Louis Blériot réalise son premier vol à bord d'un appareil de sa fabrication.

### Juin
- 13 juin : à Marchais l'hélicoptère de Maurice Léger quitte le sol avec un pilote à son bord, s'élève de 80 cm  et retombe au bout de 15 secondes.

- 21 juin : le roumain Traian Vuia fait à Paris un bond de 100 mètres sur un appareil de sa fabrication, « Traian Vuia N°2 ».

### Juillet
- 1er juillet : première unité aérienne mise au point sur l’initiative des frères Wright.

- 5 juillet : dernier vol du « Traian Vuia N°2 » qui s'écrase. Traian Vuia est légèrement blessé.
- 22 juillet : la ville de Paris est survolée par le ballon dirigeable militaire  « Patrie », avec à son bord les pilotes MM. Bois et Voyer, le mécanicien M. Duguffray et deux passagers : le général Picquart et le président du conseil M. Clémenceau[1].

### Août
- 1er août : création de la Division Aéronautique de l'Armée des États-Unis (Aeronautical Division of the United States Army Signal Corps), premier pas vers la création d'une aviation militaire aux États-Unis.

- 24 août : le Giroplane n°1 de Breguet et Richet quitte le sol avec un pilote à son bord et sous son impulsion propre. Ce vol dure une minute pour une hauteur de 60 cm.

### Septembre
- 17 septembre : Louis Blériot réussit un vol de 184 m de long à 18 m d'altitude sur un appareil de sa fabrication.
- 17 septembre : M. Henry Deutsch de la Meurthe, le mécanicien Paulhan et Henry Kapferer réalisent un raid aérien aller-retour Sartrouville-Marly-le-Roi via Le Vésinet, avec le ballon dirigeable « Ville-de-Paris », soit un vol d'une heure, sous le regard du prince de Monaco[2].
- 29 septembre : le Giroplane n°1 de Breguet et Richet s'élève à plus d'un mètre et cinquante centimètres au-dessus du sol.

- 30 septembre : premier vol en avion d'Henri Farman sur un appareil « Voisin ».

### Octobre
- 26 octobre : Henri Farman remporte la Coupe Archdeacon pour les records signés ce jour à bord d'un « Voisin » : distance : 770 mètres, vitesse : 52,700 km/h, durée 52 secondes et trois cinquièmes de seconde.

### Novembre
- 2 novembre : Léon Delagrange devient le premier acheteur d'avion au monde. Il fait l'acquisition d'un appareil « Voisin », et effectue un (petit) bond.

- 9 novembre : à bord d'un Voisin, Henri Farman signe le premier vol de plus de une minute enregistré en Europe. Il vole pendant 1 minute et 14 secondes et réussit le premier virage en vol homologué. cf. 1904

- 13 novembre : sur un hélicoptère de sa conception, Paul Cornu s'élève à 1,50 m du sol.
- 23 novembre : le dirigeable le "Patrie" réalise un raid aérien de 250 kilomètres du parc aérostatique de Chalais – Meudon jusqu’à son hangar de Verdun, avec à bord les commandants Bouttiaux et Voyer, le capitaine Bois, Girard et Deguffroy (mécaniciens)[3].

### Décembre
- 30 décembre : Le pilote franco-britannique Henry Farman frôle l'exploit, en parvenant presque à réaliser un parcours de 1 kilomètre en aéroplane, si le vol n'est pas validé en tant que tel, c'est parce qu'il a repris contact avec le sol à quelques endroits, il faudra attendre le 13 janvier 1908 pour qu'il réussisse un vol de 1 kilomètre sans toucher terre[4].